# ATP Challenger Heilbronn-2
Das ATP Challenger Heilbronn (offizieller Name: Neckarcup 2.0) ist ein seit 2014 stattfindendes Tennisturnier in Heilbronn und Teil der ATP Challenger Tour. Es wird im Freien auf Sand gespielt. Bis 2024 fand es auf der Anlage des TC Heilbronn am Trappensee e. V. 1892 statt. 2025 zog das Turnier zum TC Blau-Gelb Bad Rappenau um. Das Turnier findet zwischen Mitte Mai und Anfang Juni statt, seit 2023 parallel zur zweiten Wochen der French Open.
Mit den zwischen 1984 und 2014 bestehenden Heilbronn Open gab es im Gründungsjahr des Turniers im Großraum Heilbronn damit einmalig zwei Tennisturniere innerhalb eines Jahres.

## Liste der Sieger

### Einzel
| Jahr | Sieger                  | Finalgegner         | Ergebnis       |
| ---- | ----------------------- | ------------------- | -------------- |
| 2025 | Ignacio Buse            | Guy den Ouden       | 7:5, 7:5       |
| 2024 | Sumit Nagal             | Alexander Ritschard | 6:1, 6:75, 6:3 |
| 2023 | Matteo Arnaldi          | Facundo Díaz Acosta | 7:64, 6:1      |
| 2022 | Daniel Altmaier         | Andrej Martin       | 3:6, 6:1, 6:4  |
| 2021 | Bernabé Zapata Miralles | Daniel Elahi Galán  | 6:3, 6:4       |
| 2020 | abgesagt                | abgesagt            | abgesagt       |
| 2019 | Filip Krajinović (2)    | Arthur De Greef     | 6:3, 6:1       |
| 2018 | Rudi Molleker           | Jiří Veselý         | 6:4, 4:6, 5:7  |
| 2017 | Filip Krajinović (1)    | Norbert Gombos      | 6:3, 6:2       |
| 2016 | Nikolos Bassilaschwili  | Jan-Lennard Struff  | 6:4, 7:63      |
| 2015 | Alexander Zverev        | Guido Pella         | 6:1, 7:67      |
| 2014 | Jan-Lennard Struff      | Márton Fucsovics    | 6:2, 7:65      |

### Doppel
| Jahr | Sieger                                       | Finalgegner                       | Ergebnis          |
| ---- | -------------------------------------------- | --------------------------------- | ----------------- |
| 2025 | Vasil Kirkov Bart Stevens                    | Jakob Schnaitter Mark Wallner     | 7:65, 4:6, [10:7] |
| 2024 | Romain Arneodo Geoffrey Blancaneaux          | Jakob Schnaitter Mark Wallner     | 7:65, 5:7, [10:3] |
| 2023 | Constantin Frantzen Hendrik Jebens           | Victor Vlad Cornea Philipp Oswald | 7:67, 6:4         |
| 2022 | Nicolás Barrientos Miguel Ángel Reyes Varela | Jelle Sels Bart Stevens           | 7:5, 6:3          |
| 2021 | Nathaniel Lammons Jackson Withrow            | André Göransson Sem Verbeek       | 6:74, 6:4, [10:8] |
| 2020 | abgesagt                                     | abgesagt                          | abgesagt          |
| 2019 | Kevin Krawietz Andreas Mies                  | Andre Begemann Fabrice Martin     | 6:2, 6:4          |
| 2018 | Rameez Junaid David Pel                      | Kevin Krawietz Andreas Mies       | 6:2, 2:6, [10:7]  |
| 2017 | Roman Jebavý Antonio Šančić                  | Adil Shamasdin Igor Zelenay       | 6:4, 6:1          |
| 2016 | Sander Arends Sam Weissborn                  | Nikola Mektić Antonio Šančić      | 6:3, 6:4          |
| 2015 | Mateusz Kowalczyk Igor Zelenay               | Dominik Meffert Tim Pütz          | 6:4, 6:3          |
| 2014 | Andre Begemann Tim Pütz                      | Jesse Huta Galung Rameez Junaid   | 6:3, 6:3          |